# The Lightning Field
The Lightning Field är ett jordkonstverk av Walter De Maria från 1977, som finns i Catron County i New Mexico.
Konstverket består av 400 master med fem centimeter i diameter i rostfritt stål. Dessa är arrangerade i ett rutnät med 67 meter emellan inom en rektangel, som har långsidor på 1,6 kilometer och kortsidor på en kilometer. Det underhålls av Dia Art Foundation som ett av dess elva jordkonstverk på olika håll i USA och Europa.
The Lightning Field är ett beställningsverk för Dia Art Foundation. Walter De Maria och hans medhjälpare Robert Fosdick och Helen Winkler rekognoserade i Kalifornien, Nevada, Utah, Arizona och Texas till lands i mer än fem år innan de valde ut platsen, som ligger 18,4 kilometer öster om den kontinentala vattendelaren på 2.200 meters höjd över havet. Platsen ligger mitt på en ödslig platå, omkring 64 kilometer från närmaste stad. Eftersom marken lutar, varierar masterna i höjd mellan 4,6 meter och 8,1 meter, så att masttopparna ligger horisontellt.
Konstverket restaurerades 2013.

## Besök
The Lightning Field är öppet för besök under sex månader om året, men kräver bokning i förväg för övernattning i en timmerstuga med sex bäddar vid konstverket. Tanken är att konstverket ska beses i enskildhet eller i ett litet sällskap under minst ett par dagar.